# Власенко, Александр Фёдорович
Александр Фёдорович Власенко (1855 — ?) — казак, член Государственной думы II созыва от Полтавской губернии.

## Биография
Православный. По национальности украинец («малоросс»), казак. Имел лишь начальное образование. Занимался земледелием на собственных землях площадью 600 десятины, позднее 2000 десятин. В момент выборов в Думу оставался беспартийным.
11 февраля 1907 года избран членом Государственной думы II созыва от общего состава выборщиков Полтавского губернского избирательного собрания. Вошел в состав группы Правых и умеренных. На заседаниях Думы в прениях не участвовал. Поставил свою подпись под заявлением группы умеренных крестьян по аграрному вопросу.
Дальнейшая судьба и дата смерти неизвестны.

### Рекомендуемые источники
- Российский государственный исторический архив. Фонд 1278. Опись 1 (2-й созыв). Дело 77; Дело 596. Лист 16.